# Schertz (Teksas)
Schertz je grad u američkoj saveznoj državi Teksas. Prema popisu stanovništva iz 2010. u njemu je živjelo 31.465 stanovnika.